# Gnathophis nystromi
Gnathophis nystromi és una espècie de peix pertanyent a la família dels còngrids.

## Subespècies
- Gnathophis nystromi ginanago (Asano, 1958).[3] Pot arribar a fer 40 cm de llargària màxima.[4][5] És un peix marí, demersal i de clima temperat.[4] Es troba al Pacífic nord-occidental: el Japó.[4][6] És inofensiu per als humans.[4]
- Gnathophis nystromi nystromi (Jordan & Snyder, 1901).[7] Pot arribar a fer 45 cm de llargària màxima (normalment, en fa 35).[8][5][9] És un peix marí, associat als esculls[10] i de clima tropical que viu entre 250 i 355 m de fondària.[8][11] Es troba al Pacífic: el Japó, el mar de la Xina Meridional i les illes Hawaii.[8] Hom creu que és bentònic.[12] És inofensiu per als humans.[8][13]